# Bakersville, North Carolina
Bakersville är administrativ huvudort i Mitchell County i North Carolina. Orten har fått sitt namn efter bosättaren David Baker. Enligt 2010 års folkräkning hade Bakersville 464 invånare.